# Katedrala u Naumburgu
Katedrala sv. Petra i Pavla u Naumburgu (njemački: Naumburger Dom St. Peter und St. Paul), Naumburg (Njemačka), je značajna srednjovjekovna protestantska crkva, bivša katolička katedrala Nauburško-Zeitske biskupije (1029. – 1615.). Upisana je na UNESCO-ov popis mjesta svjetske baštine u Europi 2018. godine kao „izvanredno svjedočanstvo srednjovjekovne umjetnosti i arhitekture. Njezina romanička konstrukcija, uokvirena s dva gotička kora, predstavlja stilski prijelaz iz kasne romanike u ranu gotiku. Zapadni kor iz prve polovice 13. stoljeća odražava promjene u vjerskoj praksi i pojavu znanosti i prirode u umjetničkim figurama. Kor i skulpture osnivača katedrale u prirodnoj veličini su remek-djela radionice Naumburškog majstora”.

## Povijest
Gradnja katedrale je započela u romaničkom stilu 1028. god., a posvećena je 1044. godine. No, najopsežnije je građena između 1210. i 1020. godine za biskupa Engelharda (1207. – 1242.) u gotičkom stilu. Dovršena je 1260. god., a zapadni tornjevi su podignuti netom nakon toga, da bi oko 1330. bio izgrađen veliki poligonalni istočni kor, čime je uništena romanička apsida. Dodatni podovi su dodani u zapadne tornjeve u 14. i 15. st., a posvećene Dreikönigskapelle se odigralo 1416. God. 1532. u požaru su izgorjeli krovovi katedrale, nakon čega su podignuti istočni tornjevi. Tijekom reformacije, katedrala je postala sjedište prve njemačke protestantske biskupije 1542. godine i njome je upravljali izborni prinčevi Saske. 
Tijekom polovice 18. stoljeća uređena je u baroknom stilu, ali je 1874./75. obnovljena u duhu historicističke obnove neo-romanike i neo-gotike.
Danas je katedrala protestantska župna crkva i od 1999. godine je dijelom turističke „romaničke ceste”, zajedno s krajolicima rijeka Saale i Unstrut.

## Odlike i znamenitosti
Katedrala je trobrodna bazilika s dva kora i parnim tornjevima i na zapadnom i istočnom kraju, koji uokviruju korove. Kako crkva ima korove na oba kraja, u nju se ulazi s bočnih strana. Glavni ulaz je na južnoj strani, iz klaustra ili ulaznog dvora. Korovi su odijeljeni od glavnog broda s dva letnera
U zapadnom koru katedrale nalaze se gotička figure dvanaest figura (osam muškaraca i četiri žene) u prirodnoj veličini koje predstavljaju plemstvo, osnivače katedrale, tzv. Stifterfiguren („donorske figure”). Izradio ih je tzv. „Naumburški majstor” (Naumburger Meister) i one su vjerojatno najpoznatija umjetnička djela u katedrali.
Figure su isklesane sredinom 13. st. od grillenburškog pješčenjaka; deset ih je spojeno sa zidom, a dvije su samostojeće. Izvorno su bile oslikane i danas su vidljivi samo tragovi boje od obnove u 16. i 19. stoljeću. Za ranogotičke skulpture, ove su figure jako realistične i pokazuju brojne indivisualne detalje. Karakterne odlike i njihovo držanje svjetovnih likova na tako istaknutom vjerskom mjestu je bilo neviđeno u 13. stoljeću u Europi.
Isti umjetnik je zaslužan i za Westlettner („zapadni letner”) koji nosi figure iz Kristova Križnog puta.
Elisabethkapelle, kapela posvećena sv. Elizabeti sadrži najstarije kamene skulpture ove svetice. Vjerojatno su nastale netom nakon njezine kanonizacije 1235. godine, samo četiri godine nakon smrti svetice. U glavi skulpture su se čuvale relikvije svetice.
Katedralne prozore u ovoj kapeli oslikao je suvremeni njemački umjetnik Neo Rauch, a kriptu i krstionicu oslikao je Thomas Kuzio.
- Zapadni letner s figurama
- Portret donorke Reglindis
- Portret donorke Ute
- Raspelo u kripti
- Dva majmuna koji igraju šah na kapitelu sjeverne strane istočnog kora

## Poveznice
- Katedrala Notre-Dame u Chartresu
- Gotičko kiparstvo
- Bamberg

## Vanjske poveznice
- Fotografije najvažnijih djela u katedrali  Arhivirana inačica izvorne stranice od 9. rujna 2006. (Wayback Machine), Holycross.edu (engl.) (njem.)